# Gieorgij Firticz
Gieorgij Iwanowicz Firticz (ros. Георгий Иванович Фиртич; ur. 20 października 1938 w Pskowie, zm. 27 stycznia 2016 w Petersburgu) – radziecki kompozytor i pianista jazzowy; Zasłużony Działacz Sztuk Federacji Rosyjskiej.

## Życiorys
Ukończył klasę kompozycji Borisa Możżewiełowa w Szkole Muzycznej im. N.A. Rimskiego-Korsakowa i - w 1962 - Konserwatorium Leningradzkie w klasie Jurija Bałkaszyna i Borisa Arapowa. Był wykładowcą Rosyjskiego Państwowego Uniwersytetu Pedagogicznego im. A.I. Hercena. Komponował muzykę estradową, filmową (do 41 filmów) i teatralną.
Od 1962 był członkiem Związku Kompozytorów, od 1994 kierował Stowarzyszeniem Muzyki Współczesnej przy Związku Kompozytorów w Petersburgu.

## Nagrody i wyróżnienia
- Zasłużony Działacz Sztuk Federacji Rosyjskiej (1992)[2]
- Order Przyjaźni (2009)[3]
- Nagroda im. Dmitrija Szostakowicza (2013)

## Wybrana muzyka filmowa
- 1976-1979: Przygody kapitana Załganowa
- 1984-1985: Doktor Ojboli